# Rinaré (Banabuiú)
Rinaré é um distrito localizado na zona sul do município de Banabuiú, no estado brasileiro do Ceará. Criado no ano de 1937, é administrado pela prefeitura de Banabuiú. Anteriormente o distrito fazia parte do município de Quixadá, como o nome de Boa Água e, em 1964, mudou o nome para Rinaré. Em 1988 foi emancipado como parte do município de Banabuiú.  
Está localizado a vinte quilômetros de Banabuiú, através do Açude Arrojado Lisboa.